# Léo Margarit
Léo Margarit (1º novembre 1981) è un batterista francese, che al momento vive in Svezia in quanto membro della progressive metal band Pain of Salvation.

## Biografia
Nato nel 1981 nel sud della Francia in una famiglia di musicisti, Léo Margarit ha cominciato a suonare la batteria all'età di 3 anni, ed è entrato nella scuola di musica del posto a 6 anni. 
All'età di 14 anni si è spostato a Montpellier per poter studiare al Conservatorio nazionale  dove si è diplomato in Classical Percussion, Ear Training and Music Chamber. 
Nel frattempo ha suonato in alcuni concerti con la Montpellier National Philharmonic Orchestra in Francia e nel resto dell'Europa. 
Successivamente è entrato a far parte della band extreme metal francese "Zubrowska" con la quale ha suonato in alcuni festival europei nel 2007. 
Verso la fine dello stesso anno Léo Margarit è stato scelto come nuovo batterista dei Pain of Salvation, un'importante progressive rock/metal band svedese. 
Attualmente Léo vive ad Eskilstuna (Svezia) e sta lavorando con la band per la realizzazione del prossimo album.

## Equipaggiamento
Sonor Designer maple light 20/8/10/12/13/15/16

Sonor Designer maple light snaredrum 14X4

Sonor Signature steel snaredrum 14X8

Tama Iron Cobra pedals and drum throne

Zildjian cymbals: A Custom 6, K/Z 13, A Custom 15, Avedis Medium Ride 22

Sabian cymbals: Max Stax 10, HH Thin Crash 16, AAX Chinese 16

Vic Firth SD2 Bolero

## Discografia
2000: Jean-Pierre Llabador – El Bobo

2002: L-batt et Amikisun – Ewaka

2003: Bernard Margarit – Notes de Voyages

2004: Christophe Roncali – XY

2005: Guitariste.com – CD Concept

2007: Zubrowska – 61

2007: Tania Margarit – Elea (to be released)

2008: Christophe Roncali – Je vous laisse le reste (to be released)

2009: Pain of Salvation - Linoleum

2010: Pain of Salvation - Road Salt One

2011: Pain of Salvation - Road Salt Two

2014: Pain of Salvation - Falling Home

2017: Pain of Salvation - In the Passing Light of Day